# Malt liquor
Malt liquor is een Amerikaanse term voor bier met een alcoholgehalte van 5% of hoger. (In Nederland wordt de term malt bier juist gebruikt voor alcoholvrij bier.) Bekende merken zijn Olde English 800, Colt 45, Mickey’s Malt en St. Ides. 
Malt liquor ontstond in de late jaren '30, toen er door de Grote depressie weinig mout verkrijgbaar was. Het hogere alcoholpercentage wordt bereikt door tijdens het brouwproces extra suiker toe te voegen. Verder bevatten malt liquors weinig hop, zodat ze minder bitter zijn dan andere biersoorten. 
Malt liquors worden in Amerika veel verkocht in een fles van 40 Fluid ounce, ongeveer 1,18 liter. Deze flessen zijn dan ook bekend onder de naam forty-ounce of gewoon simpelweg forty. Malt liquor heeft een negatieve reputatie wat betreft smaak en wordt geassocieerd met bevolkingsgroepen zoals armen, alcoholisten en Afro-Amerikanen. 
In de vroege rap-muziek, met haar nadruk op afkomst en identiteit, werd deze associatie in de jaren '80 gecultiveerd. Rappers als N.W.A., KRS-One, Snoop Dogg en Public Enemy maakten in hun teksten het bier tot een lifestyleproduct. Malt liquor wordt vaak in films over gangsterrap geconsumeerd en soms ook uitgeschonken over de grond in de vorm van een libatie om overleden vrienden te eren. Er trad een kentering op toen Public Enemy en frontman Chuck D zich in 1991 tegen St. Ides richtten.
Buiten Amerika komen malt liquors weinig voor. Wel zijn er in Nederland bieren die qua marketing overeenkomen in de zin dat ze goedkoop zijn en veel alcohol bevatten, zoals Amsterdam Navigator, Amsterdam Maximator geproduceerd door Grolsch en Alfa Super Strong 9.2 van de Alfa Brouwerij.